# Emerson (football, mars 1973)
Pour les articles homonymes, voir Emerson.
Emerson Orlando de Melo, plus communément appelé Emerson est un footballeur brésilien né le 2 mars 1973. Il évoluait au poste de défenseur.